# Hjalgrím Elttør
Hjalgrím Elttør (* 3. März 1983 in Klaksvík, Färöer) ist ein färöischer Fußballspieler, der für KÍ Klaksvík spielt und in der färoischen Fußballnationalmannschaft aktiv war.

## Verein
Hjalgrím Elttør spielte bereits 1999 mit 16 Jahren für die dritte Mannschaft von KÍ Klaksvík im Drittligaspiel gegen B71 Sandur II, wobei er alle Tore für KÍ bei deren 3:14-Auswärtsniederlage schoss. Dieser Einsatz am zweiten Spieltag blieb sein einziger in dieser Saison. In der Folgesaison wurde Elttør erstmals im Pokal eingesetzt und gab dort in der Gruppenphase beim 2:0-Auswärtssieg gegen NSÍ Runavík sein Debüt von Beginn an, wobei er in der 52. Minute gegen Arnold Joensen ausgewechselt wurde. Im Viertelfinale rettete er KÍ beim Spiel gegen FS Vágar mit seinem ersten Pokaltreffer zum 2:2 in der Schlussminute in die Verlängerung, schlussendlich schied die Mannschaft jedoch im Elfmeterschießen aus. Auch in der ersten Liga debütierte Elttør am ersten Spieltag gegen NSÍ, als er in der 82. Minute für Jan Joensen eingewechselt wurde, das Spiel ging zu Hause mit 0:1 verloren. Sein erstes Tor erzielte er am siebten Spieltag beim 9:0-Sieg im Heimspiel gegen SÍ Sumba, wobei ihm der Schlusstreffer gelang. Des Weiteren kam Elttør noch zu zwei Einsätzen für die dritte Mannschaft, bei denen er insgesamt drei Tore erzielte.
Mit 18 Jahren zählte er zu den Stammspielern der ersten Mannschaft und bestritt 2001 alle Ligaspiele für KÍ, die meisten im Gegensatz zum Vorjahr auch von Beginn an. Tore gelangen ihm in dieser Saison jedoch ausschließlich im Pokal, wobei das Finale mit 0:1 gegen B36 Tórshavn verloren wurde. In der Saison 2001/02 wurde er von Aston Villa getestet und sporadisch in deren Jugend- sowie Reservemannschaft eingesetzt.  2002 sollte sich seine Torausbeute in der Liga schlagartig ändern, als Elttør in 18 Spielen elf Mal traf. Dies führte zur Wahl zum Nachwuchsspieler des Jahres. 2003 gelang ihm mit 13 Toren die Bestmarke in der ersten färöischen Liga und somit die Auszeichnung zum Torschützenkönig.
2004 wechselte Elttør von seinem Stammverein KÍ Klaksvík für ein Jahr in die dänische 1. Division zu Fremad Amager und spielte dort unter anderem zusammen mit seinen Landsleuten Andrew av Fløtum und Jann Ingi Petersen. Nach seiner Rückkehr auf die Färöer spielte er zunächst für zwei Jahre bei KÍ. 2006 stand Elttør mit seiner Mannschaft erneut im Pokalfinale gegen B36 Tórshavn, welches diesmal mit 1:2 verloren wurde. Ein Jahr darauf ging Elttør zu NSÍ Runavík. Direkt im ersten Jahr gelang der Mannschaft die Meisterschaft, seine damaligen Mitspieler waren unter anderem Jóhan Troest Davidsen, Jónhard Frederiksberg, Christian Høgni Jacobsen, Jens Martin Knudsen, Bogi Løkin, Pól Thorsteinsson und Einar Tróndargjógv. Im darauffolgenden Supercup wurde der Pokalsieger EB/Streymur mit 4:0 besiegt. Das Spiel um den Atlantic Cup gegen den isländischen Meister Valur Reykjavík ging jedoch mit 2:5 verloren, Elttør traf hierbei einmal.
Nachdem Elttør die erste Hälfte der Saison 2009 für NSÍ aufgelaufen war, wechselte er zur Halbzeit zurück zu KÍ und bestritt dort die restlichen Spiele. Nach dem Abstieg wechselte er zum Ligakonkurrenten B36 Tórshavn, um ein Jahr darauf erneut für KÍ zu spielen, welche den Wiederaufstieg erreichen konnten. 2016 konnte er zum ersten Mal den Landespokal gewinnen. Das Spiel um den Supercup gegen den Meister Víkingur Gøta wurde mit 1:2 verloren. Ab 2018 wurde er hauptsächlich für die zweite Mannschaft in der 1. Deild eingesetzt, ein Jahr später ausschließlich.
Mit 418 Einsätzen ist Elttør hinter Fróði Benjaminsen der Spieler mit den zweitmeisten Einsätzen in der ersten färöischen Liga (Stand: Ende 2019).

## Europapokal
Insgesamt zwölf Mal lief Elttør bisher in Qualifikationsrunden zum Europapokal auf. Sein Debüt gab er 2000/01 für KÍ Klaksvík im Rückspiel der ersten Qualifikationsrunde zur Champions League gegen Roter Stern Belgrad, welches auswärts mit 0:2 verloren wurde, womit KÍ nach der zuvor erlittenen 0:3-Niederlage im Hinspiel ausschied. Elttør wurde hierbei in der 71. Minute für Heðin á Lakjuni eingewechselt. Sein einziges Europapokaltor schoss er 2008/09 für NSÍ Runavík in der ersten Qualifikationsrunde zur Champions League beim 1:0-Heimsieg gegen Dinamo Tiflis, was jedoch nach der 0:3-Niederlage im Hinspiel nicht zum Weiterkommen reichte.

## Nationalmannschaft
Hjalgrím Elttør absolvierte 27 Spiele für die färöische Nationalmannschaft, ein Tor gelang ihm hierbei nicht. Sein Debüt gab er am 10. Februar 2002 im Freundschaftsspiel gegen Polen in Limassol, welches 1:2 verloren wurde. Elttør wurde in der 84. Minute für Jákup á Borg eingewechselt. Elttør spielte am 16. Oktober 2002 mit den Färingern in der Qualifikation zur EM-Endrunde 2004 in Hannover gegen den Vize-Weltmeister Deutschland und hatte kurz vor Schluss die Möglichkeit zum 2:2-Ausgleich. Hierbei stand er in der 82. Minute allein vor Oliver Kahn, traf jedoch den Pfosten. Am 22. März 2013 wurde Elttør im Rahmen der WM-Qualifikation beim Auswärtsspiel gegen Österreich in Wien, welches mit 0:6 verloren wurde, zuletzt in der Nationalmannschaft berücksichtigt.

## Erfolge
- 1× Färöischer Meister: 2007
- 1× Färöischer Pokalsieger: 2016
- 1× Färöischer Supercup-Sieger: 2008
- 1× Torschützenkönig der ersten färöischen Liga: 2003
- 1× Nachwuchsspieler des Jahres: 2002[6]

## Schiedsrichtertätigkeit
Am ersten Spieltag der Saison 2001 leitete Hansen das Erstligaspiel der Damen zwischen KÍ Klaksvík und B36 Tórshavn.